# Wszystko powiem Lilce!
Wszystko powiem Lilce! – polski telewizyjny film obyczajowy z 1984 roku w reżyserii Wiktora Skrzyneckiego. Scenariusz powstał na podstawie powieści Henryka Lothamera o tym samym tytule.

## Fabuła
Akcja filmu toczy się wiosną 1945 roku w Warszawie. Do zruinowanego miasta wracają jego dawni mieszkańcy, próbując zacząć nowe życie. W bramach kamienic zostawiają karteczki, dzięki którym mają nadzieję odnaleźć bliskich.
Wśród powracających jest 15-letnia Lilka z rodzeństwem: Antolkiem i Irką. Oni także starają się odnaleźć członków rodziny. Ich ojciec został co prawda rozstrzelany podczas wojny, natomiast matka została wywieziona z Warszawa po upadku powstania i to jej powrotu wyczekują dzieci. Ukrywają się przed opieką społeczną, aby nie trafić do sierocińca. Lilka przejmuje rolę matki, zarabiając na życie. Niestety, nie może przez to poświęcić zbyt wiele czasu rodzeństwu. Tymczasem brat zaczyna przysparzać jej kłopotów. Dziesięciolatek przystaje do grupy rówieśników, z którą całymi dniami włóczy się po ruinach. Kiedy jeden z kolegów Antolka ginie od niewypału, Lilkę ogarnia coraz większy niepokój.

## Obsada
- Justyna Zbiróg - Lilka
- Filip Gębski - Antolek, brat Lilki
- Monika Sapilak - Irka, siostra Lilki
- Tomasz Szczypkowski - Michał "Szmaja"
- Sławomir Hajduk - "Padaczka"
- Andrzej Dragan - "Kolka"
- Robert Chrzanowski - "Święty"
- Mariusz Zbiciak - "Strycha"
- Tomasz Domański - Adamiak
- Hanna Bedryńska
- Adam Ferency - "niedorozwinięty"
- Elżbieta Jasińska
- Stanisław Jaskułka - milicjant
- Jan Hencz
- Ryszard Kotys - mężczyzna na złomowisku
- Sława Kwaśniewska - Magierska
- Mariusz Lipiński
- Alicja Migulanka
- Sławomir Misiurewicz
- Piotr Pontek
- Maciej Serafin
- Maria Wawszczyk
- Ewa Ziętek - matka "Padaczki"

## Nagrody
- 1984 - Poznańskie Koziołki dla najlepszego filmu aktorskiego  na Międzynarodowym Festiwalu Filmów Młodego Widza "Ale Kino!" w Poznaniu.
- 1984 - Nagroda Jury Młodzieżowego w kategorii filmu telewizyjnego na Międzynarodowym Festiwalu Filmowym w Gijón.
- Produkcja była nominowana do Złotych Lwów (1984) w konkursie głównym Festiwalu Polskich Filmów Fabularnych.